# Langues kwerba
Les langues kwerba sont une famille de langues papoues parlées en Indonésie, dans le nord-est de la province de Papouasie.

## Classification
Les langues kwerba ont été assignées à une famille dani-kwerba, avec les langues dani, par Capell (1962). S. Wurm (1975) assigne le dani-kwerba à l'hypothèse trans-nouvelle-guinée. Voorhoeve (1975) y adjoint l'isirawa. Le dani-kwerba n'est plus accepté, par Ross (2005) comme par Donohue (2002).
Malcolm Ross (2005) propose de rassembler les langues kwerba, tor-orya et le mawes dans une même famille qu'il intitule orya-mawes-tor-kwerba. Haspelmath, Hammarström, Forkel et Bank s'accordent avec Ross sur le constat que ces langues ne font pas partie de l'ensemble trans-nouvelle-guinée, mais ils ne valident pas la parenté entre les membres du tor-kwerba. Ils suivent la proposition de Clouse, Donohue et Ma (2002) d'inclure l'isiwara, l'airoran et le samarokwena dans la famille kwerba.

## Liste des langues
Les langues kwerba sont :
- langues kwerba
  - isirawa
  - groupe des langues kwerbanes
    - sous-groupe des langues kwerba stricto-sensu
      - bagusa
      - kauwera
      - kwerba mamberamo
      - kwerba
      - trimuris

    - sous-groupe des langues kwerba de la côte ouest
      - airoran
      - samarokena